# MTV Movie Awards 2014
La 23ª edizione degli MTV Movie Awards si è svolta il 13 aprile 2014 al Nokia Theatre di Los Angeles, ed è stata presentata dall'attore comico Conan O'Brien.
Le candidature sono state annunciate il 6 marzo 2014.

## Candidati
I vincitori sono indicati in grassetto, a seguire gli altri candidati.

### Miglior film (Movie of the Year)
- Hunger Games: La ragazza di fuoco (The Hunger Games: Catching Fire), regia di Francis Lawrence
- 12 anni schiavo (12 Years a Slave), regia di Steve McQueen
- American Hustle - L'apparenza inganna (American Hustle), regia di David O. Russell
- Lo Hobbit - La desolazione di Smaug (The Hobbit: The Desolation of Smaug), regia di Peter Jackson
- The Wolf of Wall Street, regia di Martin Scorsese

### Miglior performance maschile (Best Male Performance)
- Josh Hutcherson - Hunger Games: La ragazza di fuoco (The Hunger Games: Catching Fire)
- Bradley Cooper - American Hustle - L'apparenza inganna (American Hustle)
- Leonardo DiCaprio - The Wolf of Wall Street
- Chiwetel Ejiofor - 12 anni schiavo (12 Years a Slave)
- Matthew McConaughey - Dallas Buyers Club

### Miglior performance femminile (Best Female Performance)
- Jennifer Lawrence - Hunger Games: La ragazza di fuoco (The Hunger Games: Catching Fire)
- Amy Adams - American Hustle - L'apparenza inganna (American Hustle)
- Jennifer Aniston - Come ti spaccio la famiglia (We're the Millers)
- Sandra Bullock - Gravity
- Lupita Nyong'o - 12 anni schiavo (12 Years a Slave)

### Miglior cattivo (Best Villain)
- Mila Kunis - Il grande e potente Oz (Oz the Great and Powerful)
- Barkhad Abdi - Captain Phillips - Attacco in mare aperto (Captain Phillips)
- Benedict Cumberbatch - Into Darkness - Star Trek (Star Trek Into Darkness)
- Michael Fassbender - 12 anni schiavo (12 Years a Slave)
- Donald Sutherland - Hunger Games: La ragazza di fuoco (The Hunger Games: Catching Fire)

### Performance più terrorizzante (Best Scared-As-S**t Performance')
- Brad Pitt - World War Z

- Rose Byrne - Oltre i confini del male - Insidious 2 (Insidious: Chapter 2)
- Jessica Chastain - La madre (Mama)
- Vera Farmiga - L'evocazione - The Conjuring (The Conjuring)
- Ethan Hawke - La notte del giudizio (The Purge)

### Miglior performance rivelazione (Best Breakthrough Performance)
- Will Poulter - Come ti spaccio la famiglia (We're the Millers)
- Liam James - C'era una volta un'estate (The Way, Way Back)
- Michael B. Jordan - Prossima fermata Fruitvale Station (Fruitvale Station)
- Margot Robbie - The Wolf of Wall Street
- Miles Teller - The Spectacular Now

### Miglior bacio (Best Kiss)
- Emma Roberts, Jennifer Aniston e Will Poulter - Come ti spaccio la famiglia (We're the Millers)
- Jennifer Lawrence e Amy Adams - American Hustle - L’apparenza inganna (American Hustle)
- Joseph Gordon-Levitt e Scarlett Johansson - Don Jon
- James Franco, Ashley Benson e Vanessa Hudgens - Spring Breakers - Una vacanza da sballo (Spring Breakers)
- Shailene Woodley e Miles Teller - The Spectacular Now

### Miglior momento "Ma che ca...!" (#WTF Moment)
- Leonardo DiCaprio - The Wolf of Wall Street
- Steve Carell, Will Ferrell, Paul Rudd e David Koechner - Anchorman 2 - Fotti la notizia (Anchorman 2: The Legend Continues)
- Johnny Knoxville e Jackson Nicoll - Jackass Presenta: Nonno Cattivo (Jackass Presents: Bad Grandpa)
- Cameron Diaz – The Counselor - Il procuratore (The Counselor)
- Danny McBride e Channing Tatum - Facciamola finita (This Is the End)

### Miglior trasformazione su schermo (Best On-Screen Transformation)
- Jared Leto - Dallas Buyers Club
- Christian Bale - American Hustle - L’apparenza inganna (American Hustle)
- Elizabeth Banks - Hunger Games: La ragazza di fuoco (The Hunger Games: Catching Fire)
- Orlando Bloom - Lo Hobbit: La desolazione di Smaug (The Hobbit: The Desolation of Smaug)
- Matthew McConaughey - Dallas Buyers Club

### Miglior momento musicale (Best Musical Moment)
- Backstreet Boys, Jay Baruchel, Seth Rogen e Craig Robinson - Facciamola finita (This Is the End)
- Jennifer Lawrence - American Hustle - L’apparenza inganna (American Hustle)
- Leonardo DiCaprio - The Wolf of Wall Street
- Melissa McCarthy - Io sono tu (Identity Thief)
- Will Poulter - Come ti spaccio la famiglia (We're the Millers)

### Miglior cameo (Best Cameo)
- Rihanna - Facciamola finita (This Is the End)
- Robert De Niro - American Hustle - L’apparenza inganna (American Hustle)
- Amy Poehler e Tina Fey - Anchorman 2 - Fotti la notizia (Anchorman 2: The Legend Continues)
- Kanye West - Anchorman 2 - Fotti la notizia (Anchorman 2: The Legend Continues)
- Joan Rivers - Iron Man 3

### Miglior eroe (Best Hero)
- Clark Kent (Henry Cavill) - L'uomo d'acciaio (Man of Steel)
- Iron Man (Robert Downey Jr.) - Iron Man 3
- Bilbo Baggins (Martin Freeman) - Lo Hobbit - La desolazione di Smaug (The Hobbit: The Desolation of Smaug)
- Thor (Chris Hemsworth) - Thor: The Dark World
- John Cale (Channing Tatum) - Sotto assedio - White House Down (White House Down)

### Miglior combattimento (Best Fight)
- Orlando Bloom e Evangeline Lilly vs. Orchi - Lo Hobbit - La desolazione di Smaug (The Hobbit: The Desolation of Smaug)
- Will Ferrell, Paul Rudd, David Koechner e Steve Carell vs. James Marsden vs. Sacha Baron Cohen vs. Kanye West vs. Tina Fey e Amy Poehler vs. Jim Carrey e Marion Cotillard vs. Will Smith vs. Liam Neeson e John C. Reilly vs. Greg Kinnear - Anchorman 2 - Fotti la notizia (Anchorman 2: The Legend Continues)
- Jason Bateman vs. Melissa McCarthy - Io sono tu (Identity Thief)
- Jennifer Lawrence, Josh Hutcherson e Sam Claflin vs. Mutant Monkeys - Hunger Games: La ragazza di fuoco (The Hunger Games: Catching Fire)
- Jonah Hill vs. James Franco e Seth Rogen - Facciamola finita (This Is the End)

### Miglior performance comica (Best Comedic Performance)
- Jonah Hill - The Wolf of Wall Street
- Kevin Hart - Poliziotto in prova (Ride Along)
- Johnny Knoxville - Jackass Presenta: Nonno Cattivo (Jackass Presents: Bad Grandpa)
- Melissa McCarthy - Corpi da reato (The Heat)
- Jason Sudeikis - Come ti spaccio la famiglia (We're the Millers)

### Miglior coppia (Best On-Screen Duo)
- Vin Diesel e Paul Walker - Fast & Furious 6 (Furious 6)
- Amy Adams e Christian Bale - American Hustle - L’apparenza inganna (American Hustle)
- Matthew McConaughey e Jared Leto - Dallas Buyers Club
- Ice Cube e Kevin Hart - Poliziotto in prova (Ride Along)
- Jonah Hill e Leonardo DiCaprio - The Wolf of Wall Street

### Miglior performance senza maglietta (Best Shirtless Performance)
- Zac Efron - Quel momento imbarazzante (That Awkward Moment)
- Jennifer Aniston - Come ti spaccio la famiglia (We're the Millers)
- Sam Claflin - Hunger Games: La ragazza di fuoco (The Hunger Games: Catching Fire)
- Leonardo DiCaprio - The Wolf of Wall Street
- Chris Hemsworth - Thor: The Dark World

### Personaggio Preferito (Favorite Character)
- Beatrice "Tris" Prior - Divergent

- Katniss Everdeen - Hunger Games: La ragazza di fuoco (The Hunger Games: Catching Fire)
- Khan Noonien Singh - Into Darkness - Star Trek (Star Trek Into Darkness)
- Loki Laufeyson - Thor: The Dark World
- Veronica Mars - Veronica Mars - Il film (Veronica Mars)

### MTV Generation Award
- Mark Wahlberg

### MTV Trailblazer Award
- Channing Tatum

### Tributo
- Paul Walker